# دين كروفورد
دين كروفورد (بالإنجليزية: Dean Crawford)‏ هو مجدف كندي، ولد في 28 فبراير 1958 في فيكتوريا في كندا.

## وصلات خارجية
- دين كروفورد على موقع الاتحاد الدولي للتجديف (الإنجليزية)
- دين كروفورد على موقع اللجنة الأولمبية الدولية (الإنجليزية)
- دين كروفورد على موقع أوليمبيديا (الإنجليزية)